# Kevin Stewart (Fußballspieler)
Kevin Linford Stewart (* 7. September 1993 in Enfield, London) ist ein englischer Fußballspieler. Der Außenverteidiger und Mittelfeldspieler wurde bei Tottenham Hotspur ausgebildet und spielte von 2014 bis 2017 beim FC Liverpool. Im Sommer 2017 wechselte er zu Hull City, dreieinhalb Jahre später im Januar 2021 zum FC Blackpool.

## Sportlicher Werdegang
Stewart wurde in London geboren und schloss sich im Juli 2010 der Fußballakademie von Tottenham Hotspur an. Der sportliche Durchbruch blieb ihm jedoch verwehrt und mit Ausnahme einer kurzen Leihphase bei Crewe Alexandra ab März 2013 kam der junge Außenverteidiger und Mittelfeldspieler zunächst zu keinem Profieinsatz. Schließlich wechselte er im Juni 2014 zum FC Liverpool, womit er sich einen Jugendtraum erfüllte, da er seit seinem Kindesalter Anhänger des Vereins gewesen war. Beim FC Liverpool stand er zur Saison 2014/15 im Kader der U-21-Auswahl; im Januar 2015 sammelte er einen Monat lang beim Viertligisten Cheltenham Town weitere Praxiserfahrungen. Ende März 2015 zog er weiter zu Burton Albion. Dort steuerte er mit dem Siegtor am letzten Spieltag gegen Cambridge United (3:2) zum Gewinn der Viertligameisterschaft bei. Im Juli 2015 lieh der FC Liverpool ihn erneut aus, wobei Stewart bei dem Drittligisten Swindon Town ein komplettes Jahr verbringen sollte. Er wurde jedoch im Januar 2016 zurückgeholt, nachdem sich die personelle Situation in Liverpool wegen Verletzungen zugespitzt hatte. Im Spiel gegen Exeter City (2:2) gab er kurz darauf im FA Cup sein Debüt. Unter dem neuen Trainer Jürgen Klopp kam er öfter zum Einsatz. Im Februar 2016 verlängerte Stewart seine Vertragslaufzeit in Liverpool bis 2020.
Im Sommertransferfenster wechselte Stewart mit einem Dreijahresvertrag zum Absteiger aus der Premier League Hull City. Von dort wechselte er im Januar 2021 zum Drittligisten FC Blackpool.